# A Gunshot to the Head of Trepidation
A Gunshot to the Head of Trepidation – trzeci singel amerykańskiej grupy muzycznej Trivium.

## Lista utworów
1. "A Gunshot to the Head of Trepidation" (Radio Edit) – 4:43

## Twórcy
- Matt Heafy – śpiew, gitara
- Travis Smith – perkusja
- Corey Beaulieu – gitara
- Paolo Gregoletto – gitara basowa
- Jason Suecof – produkcja
- Andy Sneap – miksowanie